# チリ海嶺

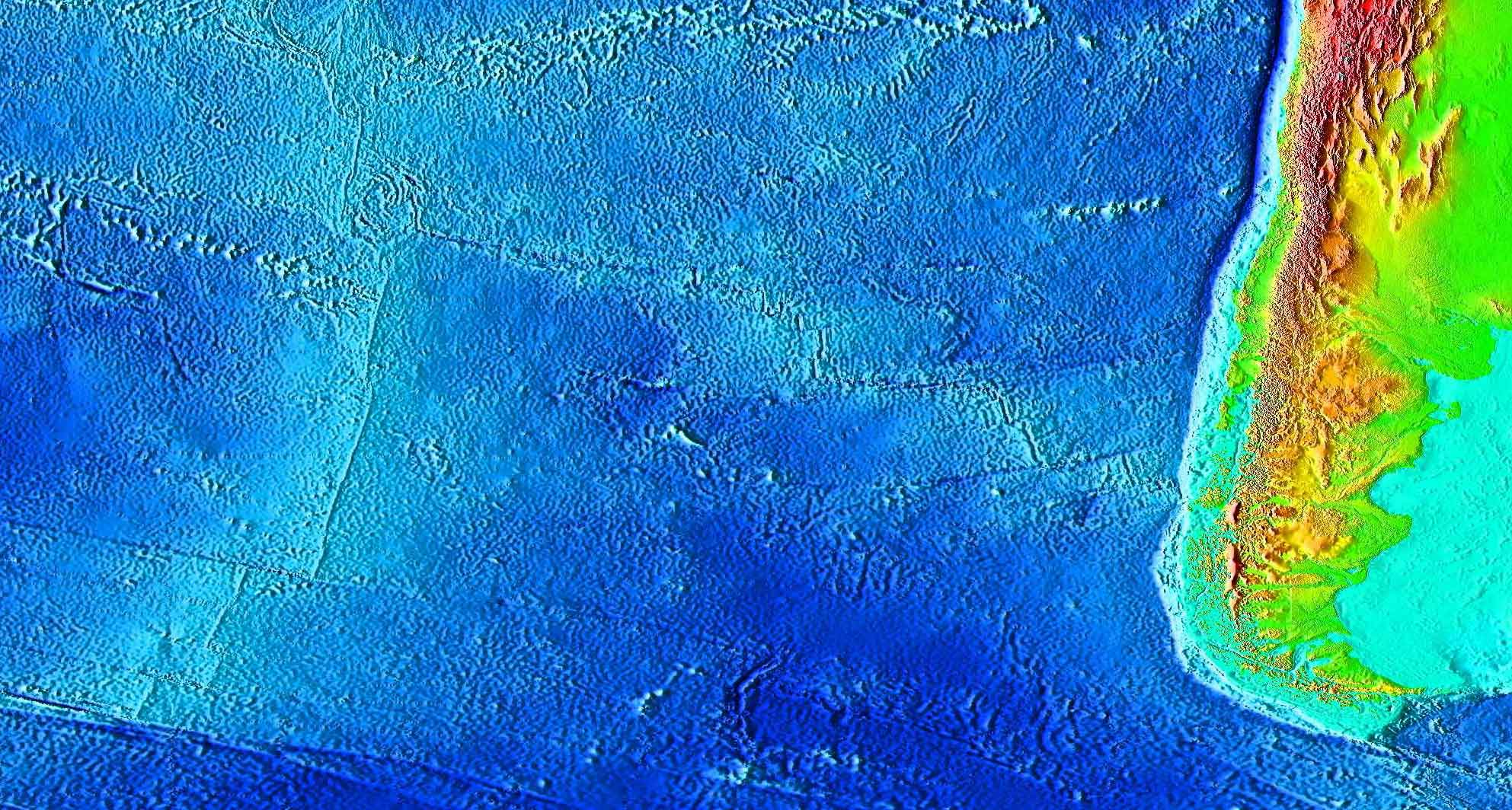
チリ海嶺(中央の水色の部分)。
左は東太平洋海嶺

チリ海嶺（チリかいれい、Chile Ridge）は太平洋南東部にある海嶺。
チリ海膨 (Chile Rise) とも呼ばれる。概ね北西から南東方向に長さ約3,500km。ナスカプレートと南極プレートの境界にあたる。西端は東太平洋海嶺と交差する。チリ海溝との境界はチリ三重点として、地学的に特徴的な場所である。ここではチリ海嶺がペルー・チリ海溝に沈み込み、南アメリカプレート下に潜り込んでいる。